# الدليل التشخيصي والإحصائي للاضطرابات النفسية

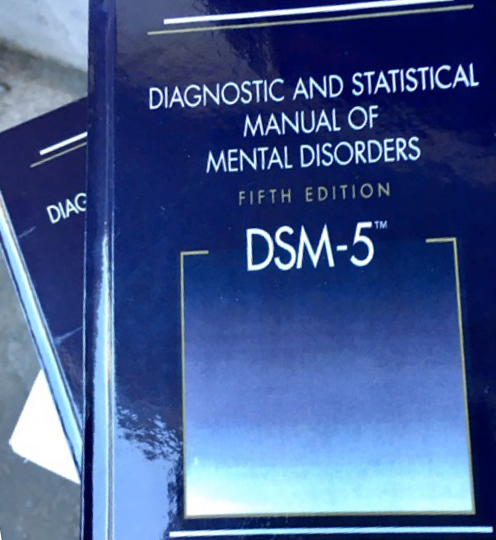

الدليل التشخيصي الإحصائي للاضطرابات العقلية الاختصار العلمي (DSM) دليل تصدره الجمعية الأمريكية للأطباء النفسيين يعد الآن المرجع الأول في العالم في تصنيف الأمراض النفسية من أكثر الأدوات التشخيصية التي تستخدم في تشخيص اضطراب التوحد وغيره من الاضطرابات.
يستخدم الدليل التشخيصي الإحصائي للاضطرابات النفسية في جميع أنحاء العالم من قبل الاطباء والباحثين، فضلا عن شركات التأمين وشركات الأدوية وصانعي السياسات. وقد اجتذب الدليل الجدل والانتقاد وكذلك الثناء.
على الرغم من أن الكتاب شائع جدا وربما لهذا السبب، كانت هناك خلافات عنيفة على أجزاء منه. والمثال الرئيسي هو البيان الذي ظهر في الطبعة الثانية (DSM II) ، والذي نص على أن المثلية الجنسية تعد اضطراب نفسي. تمت إزالة هذا التصنيف في عام 1973 كجزء من تغيرات كثيرة في الكتاب، الذي قاد المحرر روبرت سبيتزر.
في عام 1992 نشرت جمعية الطب النفسي الأمريكية الدليل التشخيصي الإحصائي الرابع(the Diagnostic and Statistical Manual DSM-IV), الذي وضع معايير مقننة لتشخيص اضطراب التوحد.
في عام 1993 أصدرت منظمة الصحة العالمية دليلا مشابها لدليل جمعية الطب النفسي الأمريكية عرف بالتصنيف الدولي للأمراض International Classification of Diseases ICD-10(
اسم الدليل : الدليل التشخيصي والإحصائي للاضطرابات العقلية